# Wszystkie poranki świata (film)
Wszystkie poranki świata (fr. Tous les matins du monde) – francuski dramat biograficzny z 1991 roku w reżyserii Alaina Corneau, zrealizowany na podstawie powieści Pascala Quignarda pod tym samym tytułem. Zdjęcia kręcono w departamencie Creuse oraz w Paryżu.

## Fabuła
Żyjący na przełomie XVII i XVIII wieku Marin Marais, francuski muzyk i kompozytor, wspomina swoją młodość i naukę gry na violi da gamba u boku Sainte-Colombe’a.

## Obsada
- Gérard Depardieu jako Marin Marais
- Jean-Pierre Marielle jako Sainte Colombe
- Anne Brochet jako Madeleine de Sainte Colombe
- Guillaume Depardieu jako młody Marin Marais
- Carole Richert jako Toinette
- Michel Bouquet jako Lubin Baugin
- Jean-Claude Dreyfus jako Abbe Mathieu
- Yves Gasc jako Lequieu
- Yves Lambrecht jako Chabonnieres
- Jean-Marie Poirier jako Monsieur de Bures